# Samana (Brettspiel)
Samana – Begegnung, die verändert! („Samana“: Hindi für „Begegnung“) ist ein Brettspiel der Schülerfirma Global Players S-GbR. Ziel des Spiels ist es, seinen Mitspielern zu begegnen. Durch dieses Aufeinandertreffen von Spielsteinen ändert sich die Laufrichtung und neue Perspektiven ergeben sich.
Das Spiel wurde von Schülern des Hellenstein-Gymnasiums Heidenheim und dessen Partnerschule, der Delhi Public School Navi Mumbai, entwickelt. Das Spielprinzip geht zurück auf die traditionelle indische Sportart Kabaddi.
Das Spiel wurde in all seinen Bestandteilen unter fairen Bedingungen hergestellt, was laut der Schülerfirma ein Alleinstellungsmerkmal auf dem Brettspielmarkt darstellte.

## Geschichte
Die ersten Prototypen von Samana entstanden 2014 im Zuge des Indienaustausches zwischen der Delhi Public School Navi Mumbai in Navi Mumbai, Indien und dem Hellenstein-Gymnasium Heidenheim. Am Anfang lautete die Aufgabe, die die Austauschgruppe bewältigen sollte, aus einem traditionellen indischen Spiel ein Brettspiel zu entwickeln, vergleichbar mit dem globalen Prozess, der aus dem indischen Spiel Pachisi das deutsche Mensch ärgere Dich nicht hervorbrachte. Aus diesem Projekt heraus wurde die Schülerfirma Global Players S-GbR gegründet, die fortan die Entwicklungsarbeiten übernahm.
Die Serienfertigung begann im Dezember 2015, Verkaufsstart war am 16. Dezember 2015.
Am 19. und 20. Februar 2016 wurde Samana auf der 19. Internationalen Spieleerfinder-Messe in Haar präsentiert. Es wurde in das Bayerische Spiele-Archiv aufgenommen.
Von Februar bis Mai 2016 war das Spiel im Weltladen Heidenheim zu erwerben. Einige Zeit war es im Weltladen Stuttgart, sowie auf der Website der Firma zu erwerben. Nach dem Abitur der Entwickler stellte die Schülerfirma ihre Arbeit ein.
Im Zuge der Coronakrise und den damit verbundenen bundesweiten Schulschließungen, veröffentlichte das Hellenstein-Gymnasium im März 2020 eine kostenlose „Do-it-yourself-Edition“ von Samana zum Download.

## Inhalt
Samana ist ein klassisches Brettspiel für Familien. Es besteht aus zwei Spielvarianten, die durch ein unterschiedliches Zusammenbauen des Spielbretts gespielt werden können. Während es sich bei der ersten der beiden Varianten um ein Spiel handelt, das für zwei Spieler ausgelegt ist, kann die zweite Spielvariante auch zu viert gespielt werden.

## Auszeichnungen
Die Projektidee belegte im Rahmen des internationalen Schüleraustauschprogrammes den 1. Platz beim Projektwettbewerb 2015 des pädagogischen Austauschdienstes.

### Schulwettbewerb des Bundespräsidenten
Am 14. Juni 2016 gewann Samana den Schulwettbewerb des Bundespräsidenten zur Entwicklungspolitik „Alle für Eine Welt – Eine Welt für alle“. Die Global Players S-GbR wurde in Kategorie 4 (Schulklassen 11–13) mit dem ersten Preis ausgezeichnet.
Der Wettbewerb stand unter dem Motto „Umgang mit Vielfalt“. Begründet wurde die Entscheidung der Jury wie folgt:

„Das Projekt überzeugt besonders durch die Gemeinschaftsleistung, die auf Augenhöhe stattfand,
sowie durch seine Nachhaltigkeit, zum einen hinsichtlich seiner fairen Produktion und dem differenzierten Entwicklungsprozess,
zum anderen hinsichtlich seiner Verwendung und Bekanntmachung seiner Inhalte in Indien und Deutschland über den
schulischen Kontext hinaus.“

### Würth Bildungspreis
Samana sowie die Schülerfirma Global Players S-GbR gewannen 2016 den Bildungspreis der Stiftung Würth.
Der Würth Bildungspreis wird seit 2007 jährlich an herausragende ökonomische Schulprojekte vergeben. Die teilnehmenden Schulen erhielten ein Jahr lang professionelle Unterstützung bei der Umsetzung ihres Projekts durch das „Kompetenzzentrum Ökonomische Bildung“.
Die Preisverleihung fand am 25. Juli 2016 in Stuttgart statt. Das Projekt erhielt den 2. Preis.

### Innovationspreis Ostwürttemberg
Am 14. Juli 2017 erhält die Global Players S-GbR den Innovationspreis Ostwürttemberg in der Kategorie Bildung und Wissenschaft. Der Preis würdigt die Leistung der Schülerinnen und Schüler sowie die damit verbundenen bisherigen Erfolg der Schülerfirma.